# غاري أ. تاناكا
غاري أ. تاناكا (بالإنجليزية: Gary A. Tanaka) هو شخصية أعمال أمريكي، ولد في 23 يونيو 1943 في Hunt ‏ في الولايات المتحدة.